# 男が命を賭ける時
『男が命を賭ける時』（おとこがいのちをかけるとき）は、1959年12月27日に公開された日活制作の海洋アクション映画である。監督は松尾昭典。原作は『小説新潮』に連載されていた菊村到の作品である。
自らの病院を開業するべく、大型貨物船の医者として働いていた男が、偶然立ち寄った伊豆で殺人事件に巻き込まれる物語である。

## 配役
- 石原裕次郎: 小室丈太郎
- 芦川いづみ: 谷口圭子
- 川地民夫: 谷口雅夫
- 伊藤寿章: 湯沢耕一
- 深江章喜: 川崎
- 神山繁: 湯沢俊二
- 近藤宏: 渡引重吉
- 内田良平: トヨペットの男
- 天路圭子: 牧田まゆみ
- 宮原徳平: 楠木
- 深見泰三: 常盤
- 瀬山孝司: 車掌
- 神戸瓢介: 宿直員
- 河上信夫: 大工
- 木下雅弘: 三郎
- 桜井忠雄: 刑事
- 杉山俊夫: ロカビリー喫茶の歌手
- 南田洋子: 神沢悠子
- 大坂志郎: 図師刑事
- 二谷英明: 手納順一

## スタッフ
- 監督 ： 松尾昭典
- 脚本 ： 山田信夫、松尾昭典
- 企画 ： 水の江滝子
- 音楽 ： 鏑木創
- 美術 :  千葉一彦
- 編集 : 辻井正則
- 撮影 : 岩佐一泉
- 主題歌 : 石原裕次郎 「男が命を賭ける時」